# وزغ مدهش شائع
وزغ مدهش شائع أو سقنقور مدهش سقنقوري «هذا الاسم العلمي» (الاسم العلمي: Teratoscincus scincus)، نوع من السحالي المنتمية إلى فصيلة ذات الأصابع الكروية. هذا النوع موطنه الأجزاء القاحلة من آسيا ولهُ تَكِيّفات خاصة تُناسب الحياة الصحراوية.